# Cypridina alpha
Cypridina alpha is een mosselkreeftjessoort uit de familie van de Cypridinidae. De wetenschappelijke naam van de soort is voor het eerst geldig gepubliceerd in 2007 door Kornicker, Harrison-Nelson & Coles.